# Желязко Желязков (футболист)
Желязко Желязков (роден на 14 октомври 1967 г. в Дупница) е бивш български футболист, нападател. Играл е за Спартак (Варна), Славия (София), Черно море, Раковски (Русе), Автотрейд, Светкавица и Девня. Голмайстор на Североизточната В група с 46 гола за Девня.